# Ryan Kopel
 (octobre 2024).
La mise en forme du texte ne suit pas les recommandations de Wikipédia : il faut le « wikifier ».
Les points d'amélioration suivants sont les cas les plus fréquents :
- Les titres sont pré-formatés par le logiciel. Ils ne sont ni en capitales, ni en gras.
- Le texte ne doit pas être écrit en capitales (les noms de famille non plus), ni en gras, ni en italique, ni en « petit »…
- Le gras n'est utilisé que pour surligner le titre de l'article dans l'introduction, une seule fois.
- L'italique est rarement utilisé : mots en langue étrangère, titres d'œuvres, noms de bateaux, etc.
- Les citations ne sont pas en italique mais en corps de texte normal. Elles sont entourées par des guillemets français : « et ».
- Les listes à puces sont à éviter, des paragraphes rédigés étant largement préférés. Les tableaux sont à réserver à la présentation de données structurées (résultats, etc.).
- Les appels de note de bas de page (petits chiffres en exposant, introduits par l'outil «  Source ») sont à placer entre la fin de phrase et le point final[comme ça].
- Les liens internes (vers d'autres articles de Wikipédia) sont à choisir avec parcimonie. Créez des liens vers des articles approfondissant le sujet. Les termes génériques sans rapport avec le sujet sont à éviter, ainsi que les répétitions de liens vers un même terme.
- Les liens externes sont à placer uniquement dans une section « Liens externes », à la fin de l'article. Ces liens sont à choisir avec parcimonie suivant les règles définies. Si un lien sert de source à l'article, son insertion dans le texte est à faire par les notes de bas de page.
- La présentation des références doit suivre les conventions bibliographiques. Il est recommandé d'utiliser les modèles {{Ouvrage}}, {{Chapitre}}, {{Article}}, {{Lien web}} et/ou {{Bibliographie}}. Le mode d'édition visuel peut mettre en forme automatiquement les références.
- Insérer une infobox (cadre d'informations à droite) n'est pas obligatoire pour parachever la mise en page.

Pour une aide détaillée, merci de consulter Aide:Wikification.
Si vous pensez que ces points ont été résolus, vous pouvez retirer ce bandeau et améliorer la mise en forme d'un autre article.
Ryan Kopel
Ryan Kopel, né en 1997 à Kirriemuir, est un acteur et chanteur écossais. Il commence sa carrière dans le théâtre, dont de diverses pièces au West End. Il joue notamment le rôle titulaire dans la comédie musicale américaine Dear Evan Hansen. Ryan Kopel joue également dans des séries, notamment House of the Dragon.

## Jeunesse
Kopel est né en 1997 à Kirriemuir, en Écosse. Ses parents sont Scott Kopel (en) et Jacqueline Kopel. Kopel a fait partie d'un groupe local de théâtre pour jeunes puis, à l'âge de 13 ans, il a décidé de poursuivre une carrière dans le théâtre et au cinéma. Il a fréquenté une école de vocation de dance à Glasgow. Ensuite, il a complété un Bachelor of Arts à Mountview Academy of Theatre Arts à Londres en 2018, où il s'est spécialisé en théâtre musical.
En 2018, Kopel a été le lauréat du prix Young Scottish Musical Theatre Performer of the Year.

## Carrière

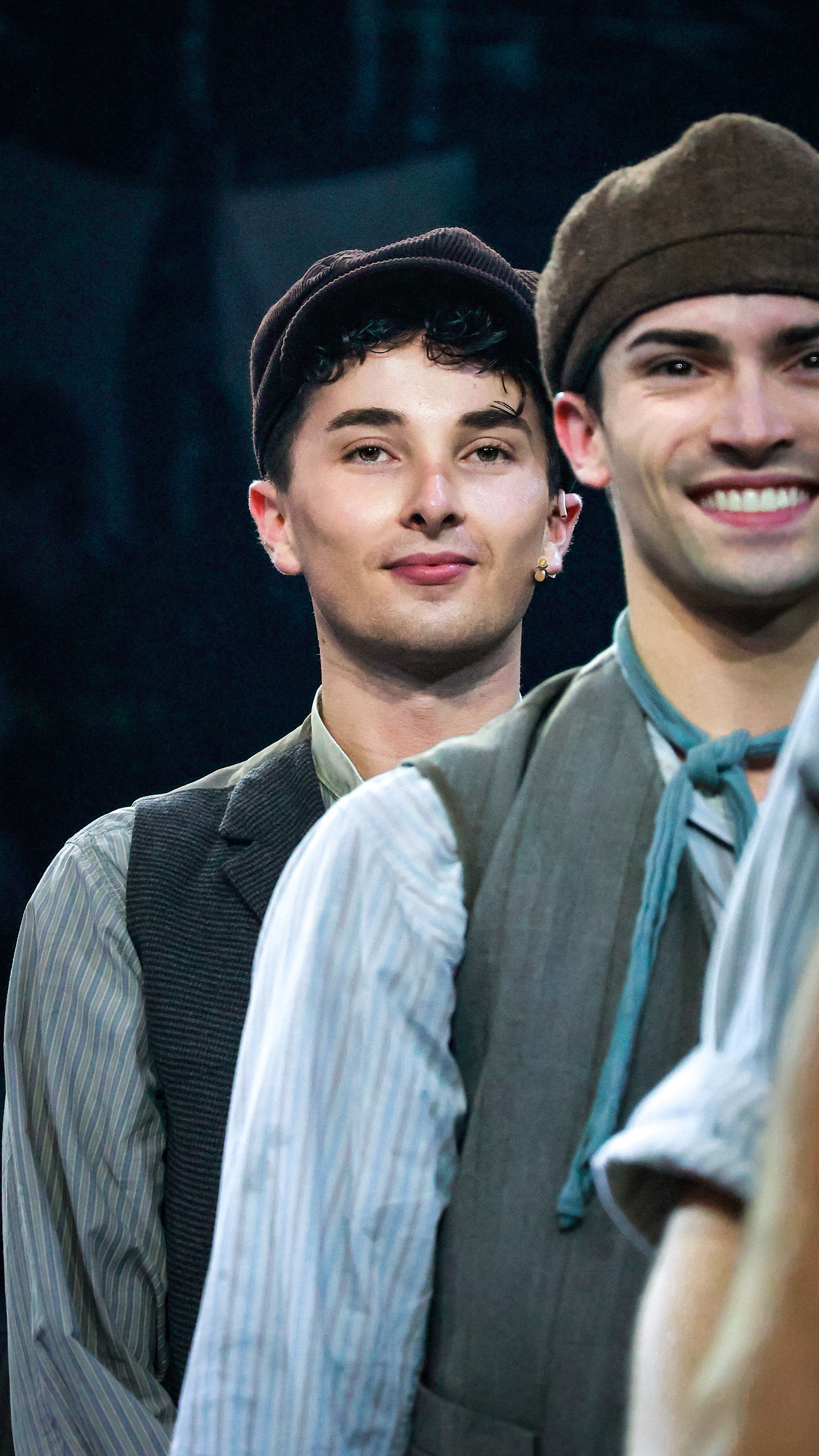
Kopel pendant un spectacle de Newsies, juillet 2023.

En 2018, Kopel a commencé sa carrière au King's Head Theatre dans And Tell Sad Stories of the Deaths of Queens… (en) , une pièce du dramaturge américain Tennessee Williams abordant divers thèmes LGBT+. Il a ensuite joué un rôle au théâtre Young Vic dans le West End, dans la pièce The Inheritance, mis en scène par Stephen Daldry.
En 2019, Kopel a joué le rôle principal dans une production de The Astonishing Times of Timothy Cratchit,,. Il a aussi participé dans le Festival international d'Édimbourg dans une version concert de West Side Story.
En 2020, Kopel a ensuite continué dans la musique en jouant dans le chœur de la comédie musical The Book of Mormon. La même année, Kopel a enregistré une pièce radio nommée BLUFF.

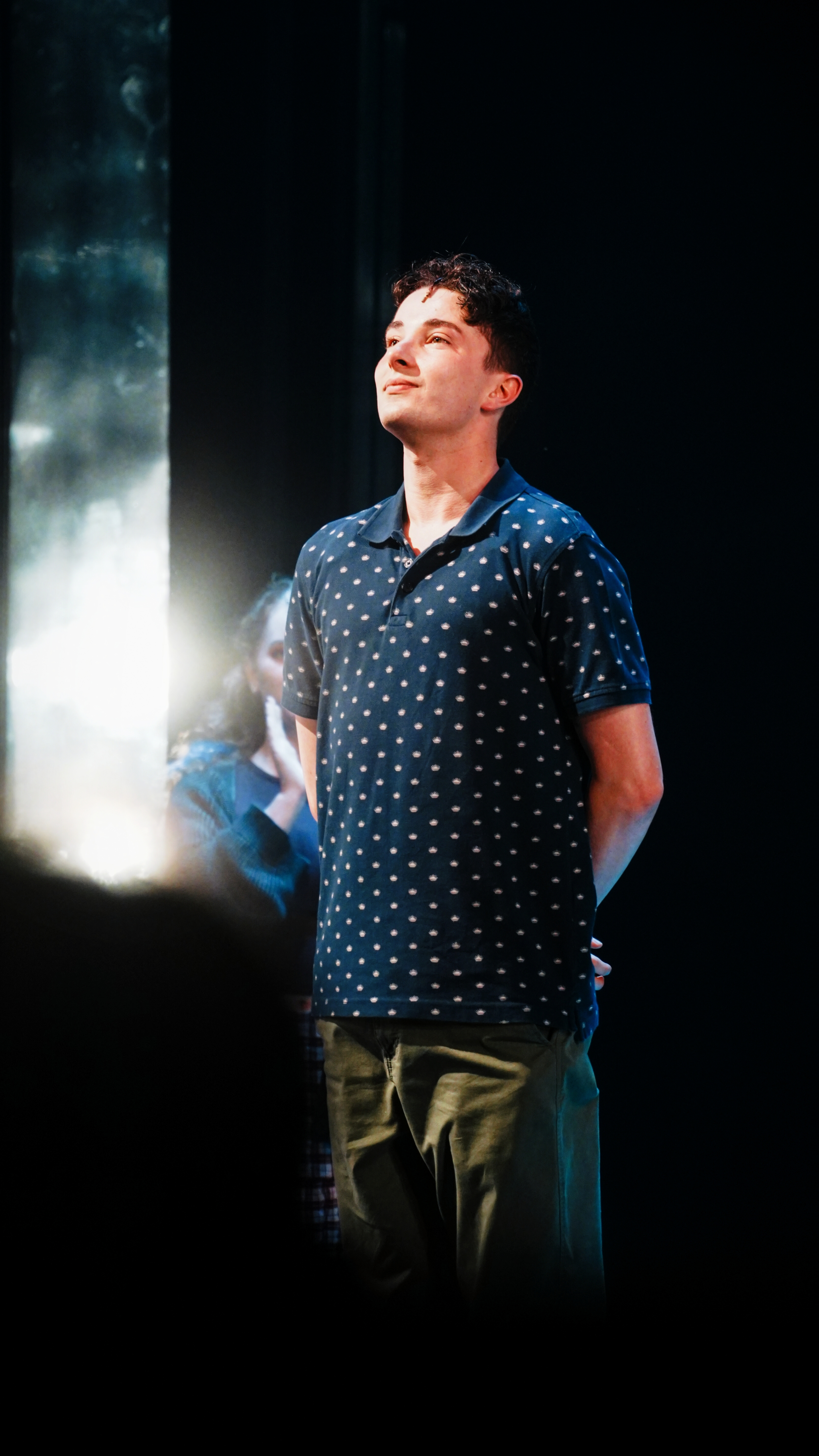
Kopel à la fin d'un spectacle de Dear Evan Hansen, novembre 2024.

En 2021, Kopel a fait sa première apparition au cinéma la série britannique Casualty. En 2022, il a joué dans la série Wedding Season (en).
En 2022, Kopel Kopel fait son retour au théâtre dans la comédie musicale Newsies de Disney, où il a joué le rôle de Davey,.
En 2024, Kopel a joué un rôle dans la comédie musicale La Famille Addams (en). Kopel a ensuite joué le rôle de sir Aeron Bracken dans la série télévisée américaine House of the Dragon, préquelle de la série Game of Thrones.
Kopel est annoncé dans le rôle principal de Evan Hansen dans une tournée anglaise de Dear Evan Hansen, qui a commencée le 9 septembre 2024 à Nottingham. La production fera plusieurs escales au Royaume-Uni avant de terminer à Blackpool en mai 2025,,,.

## Filmographie
| Année | Titre                      | Rôle              | Remarques                                        |
| ----- | -------------------------- | ----------------- | ------------------------------------------------ |
| 2024  | House of the Dragon        | sir Aeron Bracken | Saison 2, épisode 3 « Le Moulin Brûlé »          |
| 2022  | Wedding Season (en)        | Duncan            | Épisode 1                                        |
| 2021  | Casualty (série télévisée) | Frank Polt        | Saison 35, épisode 25. Crédité comme Ryan Koppel |

## Production théâtrales / Comédies musicales
| Année | Titre                                         | Rôle                         | Théatre                                      |
| ----- | --------------------------------------------- | ---------------------------- | -------------------------------------------- |
| 2024  | Dear Evan Hansen                              | Evan Hansen                  | Tournée nationale                            |
| 2024  | La Famille Addams (en)                        | Lucas                        | London Palladium                             |
| 2022  | Newsies                                       | Davey                        | Troubadour Wembley Park Theatre, Royaume-Uni |
| 2020  | The Book of Mormon                            | Chœur                        | Prince of Wales Theatre, Londres             |
| 2018  | The Inheritance                               | Chœur / Doublure Léo et Adam | Young Vic, Londres                           |
| 2019  | The Astonishing Times of Timothy Cratchit     | Timothy Cratchit             | Hope Mill Theatre (en), Manchester           |
| 2018  | And Tell Sad Stories of the Deaths of Queens… | Jerry Johnson                | King's Head Theatre, Londres                 |

| Année | Titre           | Rôle          | Remarques                          |
| ----- | --------------- | ------------- | ---------------------------------- |
| 2019  | West Side Story | Chœur         | Festival international d'Édimbourg |
| 2020  | BLUFF           | Alec Bonum    | Pièce musicale radio               |
| 2023  | Billie The Kid  | David Frances | Vaudeville Theatre (en), Londres   |